# استپنیاک، قزاقستان
استپنیاک (قزاقی: Степняк) یکی از شهرهای قزاقستان است. این شهر مرکز شهرستان انبکشیلدر در استان آق‌مولا است.
جمعیت استپنیاک در سرشماری سال ۲۰۰۹ برابر با ۴٬۲۶۸ نفر بود. پیش از آن در سرشماری ۱۹۹۹ جمعیت این شهر ۵٬۰۶۸ نفر محاسبه شده‌بود.